# Пшеничников, Юрий Павлович
Ю́рий Па́влович Пшени́чников (2 июня 1940, Ташкент — 20 декабря 2019, Москва) — советский футболист, вратарь; тренер. Заслуженный мастер спорта (2003).

## Биография
Отец Юрия пропал без вести во время Великой Отечественной войны, и мать дала ему свою фамилию.
Первый тренер — Л. Янсон. Именно он поставил Юрия в ворота. Начал играть в 1956 году в юношеской команде «Трудовые резервы» (Ташкент). С 1958 года — в основной команде «Трудовых резервов», которая выступала в классе Б.
В 1960 году дебютировал за «Пахтакор» (Ташкент).
В 1968 году перешёл из «Пахтакора» в ЦСКА. По итогам года он был признан лучшим вратарем страны.
В 1969 году травмировал правую руку, и врачи поставили ему платиновую пластину. В результате Пшеничников не попал на чемпионат мира 1970 в Мексике. Когда вернулся в строй, новый тренер Валентин Николаев отправил его в дубль. Пшеничников написал рапорт об увольнении и два месяца не появлялся в команде. При этом самостоятельно ежедневно тренировался в Сокольниках.
Через некоторое время, уже уволенный из армии, футболист заглянул в ЦСКА. Николаев неожиданно предложил ему сыграть на следующий день за дублёров и пообещал, что, если останется доволен его игрой, вернёт в основной состав. Пшеничников согласился. Армейцы выиграли у дублёров «Торпедо» со счётом 4:0, и в следующем матче — с ростовским СКА — он снова встал в ворота основного состава. ЦСКА победил 5:1, и до конца чемпионата он уже никому не уступал своё место.
В 1972 году, когда «Пахтакор» боролся в первой лиге за путевку в класс сильнейших, Пшеничников вернулся в Ташкент и фактически стал играющим тренером. Это был его последний игровой сезон — из-за травмы он завершил карьеру.
В чемпионатах СССР в высшей лиге провёл 243 матча.
В сборной СССР провёл 19 матчей. Дебютировал в национальной команде 18 сентября 1966 в Белграде в матче против СФРЮ (2:1). Закончил карьеру в сборной матчем против СФРЮ (4:0) 28 октября 1970.
Работал тренером в ЦСКА в 1978 году. По линии Министерства обороны СССР выезжал на работу с армейскими командами в зарубежных странах. В 1979—1983 был главным тренером команд лаосского «Контхаба», в 1989 — клуба КОСФАП (Антананариву, Мадагаскар), который годом ранее привёл к чемпионскому титулу Владимир Мунтян.
В 1984—1988 годах работал директором СДЮШОР ЦСКА.
В 1990, по июль, работал тренером ЦСКА-2, а с сентября возглавил СКА (Ростов-на-Дону). Ростовской команде помочь он не смог — клуб занял 20-е место (из 22-х) в Центральной зоне 2-й лиги и вылетел во 2-ю низшую лигу.
В 1991 перешёл на работу тренером в ФК «Асмарал». В 1994—1995 (по октябрь) снова работал за рубежом — главным тренером в клубе из ОАЭ «Ратель-Хайма».
С декабря 1995 — тренер в СДЮШОР ЦСКА (Москва), работал с юными футболистами вплоть до 1999. В 1999—2000 — тренер вратарей в ЦСКА. В 2002—2003 — тренер в СДЮШОР «Торпедо-ЗИЛ» (Москва).
В 2002 открыл «Клуб футбольных вратарей Пшеничникова», где сам Пшеничников работал с детьми от 10 лет и старше.
С марта 2005 по сентябрь 2008 — тренер группы вратарей СДЮШОР «Динамо» (Москва).
Умер 20 декабря 2019 года. Похоронен на Хованском кладбище.

## Достижения

### В качестве футболиста
- 1970 — Чемпион СССР в составе ЦСКА
- 1968 — получил приз «Вратарь года»
- Член клуба Льва Яшина (110 матчей без пропущенных голов)
- Победитель первой лиги СССР 1972 года в составе «Пахтакора»

### В качестве тренера
- 1981, 1982 — чемпион Лаоса
- 1980 — обладатель Кубка Лаоса
- Награждён медалью «Шухрат» (2006)[7]

## Семья
Первая жена: Любовь Андреевна Щеголева (27.01.1942 — 12.12.2001)
- дети: Светлана (род. 1962), Лариса (род. 1970)
  - внуки: Тамара (род. 1991), Екатерина (род. 2001).

Вторая жена: Любовь Васильевна Пшеничникова (09.12.1956 — 04.06.2018)